# 梅花小禽図 (伊藤若冲)
『梅花小禽図』（ばいかしょうきんず）は、伊藤若冲の日本画『動植綵絵』の全30幅中の1幅である。水際に生えている梅の老木と、枝の周囲に佇む小禽が描かれている。

## 背景
『動植綵絵』は江戸時代の日本画家・伊藤若冲の代表作のひとつである。若冲は両親、弟、自分自身の永代供養を願って『釈迦三尊像』と本画を製作し、1765年に相国寺に寄進した。その後は同寺のもとに伝わったが、同寺が廃仏毀釈の影響で貧窮したため、1889年（明治22年）に1万円の下賜金と引き換えに明治天皇へと献上された。その後は御物として皇室の管理化にあったが、1989年（平成元年）に日本国へ寄贈され皇居三の丸尚蔵館の所蔵となった。『動植綵絵』の題は若冲が自ら寄進状に記した名称であり、その名の通り30幅いずれもさまざまな動植物をモチーフとしている。『動植綵絵』の大きな特徴として独創的な色彩表現が挙げられる。技法自体は伝統的な絹絵の表現方法を踏襲しているものの、絵具の種類やその重ね方、裏彩色の活かし方を工夫することで独自の色彩表現として成立している。皇居三の丸尚蔵館学芸室主任研究官の太田彩は本作の製作にかかった10年を「若冲飛躍の10年であり、若冲画風確立の10年であった」と述べている。また、若冲の作品群の中でも特に高い評価を得ており、「『動植綵絵』は別格」などとも評される。本項では『動植綵絵』30幅のうち1幅『梅花小禽図』について詳述する。

## 内容
水際に生えている梅の老木と、枝の周囲に佇む8羽の小禽が描かれている。白梅の枝は川に向かってうねるように生えており、無数の花と蕾をつけている。寸法は縦142.7センチメートル、横79.5センチメートルである。『藤景和画記』では「碧波粉英」（へきはふんえい）と題されている。
白梅の枝には無数の花と蕾が描かれている。皇居三の丸尚蔵館学芸室主任研究官の太田彩は「花と蕾の充満に圧倒される」と評している。狩野は画面を埋め尽くすおびただしい数の蕾を「ちょいと気味が悪い」と評し、「若冲の空間充填趣味（症とすべきか）が遺憾なく発揮された作品」だと述べている。白梅の花びらは胡粉によって表現されており、裏彩色が施されたものと施されていないものに分かれている。
開花している花は緑色の点と花粉をあらわす黄色の点によって蕊が表現されている。黄色の点は1箇所あたり25–30点ほど描かれており、その間に緑色の点を5点ほど描いている。黄色の点は胡粉の上に染料をおくことで表現されている。緑色の点は、胡粉の上に緑青をおくことで表現されており、その中でも花の中心をあらわす点はさらに濃緑の染料が重ねられているが、画面中央左側の羽を広げた小禽がとまっている枝の左端にある梅花2輪に限っては濃緑の染料が重ねられていない。花のがくの部分は赤の染料で表現されている。本画では他に鳥の目にも赤色が使われているが、いずれも染料によって表現されており、顔料は一切使われていない。太田は梅花の表現にみられる若冲のこだわりについて「この表現が、無数の梅花すべてに行われているのは驚異的である」と評している。
木の幹や洞の茶色は代赭によって表現されている。枝は両側から墨で隈取られている。また、枝の分かれ目の部分の内側が薄墨で隈取られていることがあり、同様の手法は『梅花皓月図』にもみられるが、これは西陣の染色技術に由来する技法だとされている。
鳥は全部で8羽描かれている。そのうち1羽が飛び立とうとしていることによって動きのある画面になっている。鳥の種類について『伊藤若冲動植綵絵 : 全三十幅』(小学館,2010年)は『海棠目白図』に描かれたメジロと同じ姿態であることから本画の鳥もメジロであろうと述べているが、梅にウグイスではなくメジロを合わせた理由は不明であるとも述べている。一方で狩野は「メジロのようにみえるがおそらくウグイスのつもりだろう」と推測している。鳥の白は胡粉によるものであるが、他の箇所では染料が多用されている。具体的には目の赤、胴体の緑、喉元の黄色いずれも染料による表現である。
土坡の岩肌の黒い部分には粒度の大きい群青が用いられている。岩肌の周囲には墨の波線によって水が表現されているが、このような水の表現がみられるのは『動植綵絵』の中でも本画だけである。
本画の大きな特徴として、裏彩色によって背景色を3部分に色分けしている点がある。画面上部の梅が生い茂る部分は墨、画面右側中程から下部の土坡の周囲は黄土のグラデーション、左下は緑と3色が使い分けられており、これによって明度の差が表現されている。

## 落款
本画は『動植綵絵』のうち制作年代が明らかになっている7幅のひとつである。款記には「宝暦戊寅春居士若冲製」とあり、「宝暦戊寅春」との記述から宝暦8年春、若冲43歳時の制作であることがわかっている。これは制作年代が明らかになっている作品の中ではもっとも古い。
印は白文方印で「汝鈞」と、朱文円印で「若冲居士」と捺されている。「汝鈞」は名を、「若冲居士」は号を意味する。